# Grève du charbon de 1902
La grève du charbon de 1902, aussi connue sous le nom de grève du charbon anthracite, fut une grève conduite entre mai et octobre 1902 par le Syndicat des travailleurs miniers d'Amérique (UMWA) dans le bassin houiller de l'est de la Pennsylvanie, aux États-Unis. Les mineurs réclamaient une hausse des salaires, une réduction du temps de travail journalier et la reconnaissance de leur syndicat. Le conflit fut résolu par un arbitrage du gouvernement fédéral américain, sous l'autorité du président Theodore Roosevelt : les salaires furent augmentés de 10 % et la journée de travail réduite de dix à neuf heures, mais l'UMWA ne fut pas reconnu en tant qu'agent négociateur.